# فرودگاه ژان پائولو دوم
فرودگاه ژان پائولو دوم (به انگلیسی: João Paulo II Airport) (به زبان بومی: Aeroporto João Paulo II) یک فرودگاه همگانی باربری با کد یاتا PDL است که یک باند فرود آسفالت دارد و طول باند آن ۲۴۹۷ متر است. این فرودگاه در شهر پونتا دلگادا کشور پرتغال قرار دارد و در ارتفاع ۷۹ متری از سطح دریا واقع شده‌است.

## شرکت‌های هواپیمایی و مقصدهای پروازی
| شرکت‌های هواپیمایی                        | مقصدهای پروازی |
| ---------------------------------------- | --- |
| آزورس ایرلاینز                           | لوگان، فرانکفورت، لیسبون پورتلا، فرنسیسکو جسا کارنئیرو، پرائیا، پیرسون تورنتو فصلی: بارسلونا-ال پرات، گاتویک، مونترآل-پییر الیوت ترودو، تی. اف. گرین |
| آزورس ایرلاینز اجرا توسط ساتا ایر آسوریس | کریستیانو رونالدو، گرن کناریا فصلی: فارو |
| ایزی‌جت                                   | لیسبون پورتلا (پایان در ۲۸ اکتبر ۲۰۱۷) |
| نیکی لوفت‌فارت                            | دوسلدورف |
| پریمرا ایر                               | فصلی: بیلاند، کپنهاگ، گاردرموئن اسلو، استکهلم-آرلاندا                                                                                                |
| رایان‌ایر                                 | لیسبون پورتلا, استانستد لندن، فرنسیسکو جسا کارنئیرو فصلی: فرانکفورت-هان                                                                              |
| ساتا ایر آسوریس                          | کوروو، فلورس، گراسیسا، هرتا، پیکو، سانتا ماریا، سائو گجاورخه، لایس فیلد                                                                              |
| تاپ پرتغال                               | لیسبون پورتلا |
| TUI fly Belgium                          | فصلی: بروکسل |
| تی‌یوآی ایرلاینز نیدرلندز                 | فصلی: اسخیپول آمستردام |